# Quintus Pompeius Falco
Quintus Pompeius Falco († nach 140 n. Chr.) war ein Politiker und Feldherr der römischen Kaiserzeit.
Falco stammte wahrscheinlich aus Sizilien, wo seine Familie Land besaß. Seine Eltern hießen Sextus Pompeius Rufus und Clodia Falconilla; sein vollständiger Name Quintus Roscius Coelius Murena Silius Decianus Vibullius Pius Iulius Eurycles Herculanus Pompeius Falco wird in einer Inschrift genannt. In einer weiteren Inschrift wurde sein Name mit Quintus Roscius Murena Coelius Pompeius Falco angegeben.
Falco begann seine Laufbahn mit dem Amt des Decemviri stlitibus iudicandis. Danach leistete er seinen Militärdienst als Tribunus militum in der legio X Gemina. Wohl 97 erregte Falco als Volkstribun die Aufmerksamkeit des jüngeren Plinius, von dem mehrere Briefe an ihn erhalten sind. Um 101/102 befehligte er als Legat Kaiser Trajans im ersten Dakerkrieg die legio V Macedonica. Von 103 bis 104/105 war er Statthalter (legatus Augusti pro praetore) der Provinz Lycia et Pamphylia; danach wurde er Statthalter in Iudaea, wo er auch die legio X Fretensis kommandierte. Durch ein Militärdiplom ist belegt, dass er 108 zusammen mit Marcus Titius Lustricus Bruttianus Suffektkonsul war. Ein weiteres Militärdiplom belegt, dass er 116 Statthalter der Provinz Moesia inferior war; er ist in der Provinz auch noch 117 nachgewiesen. Danach war er unter Trajans Nachfolger Hadrian bis 122 Statthalter von Britannia. Möglicherweise begann er mit dem Bau des Hadrianswalls. Anschließend verwaltete er bis 124 als Prokonsul die reiche Provinz Asia.
Später zog sich Falco ins Privatleben zurück und widmete sich unter anderem dem Gartenbau. Um 140 zeigte er dem späteren Kaiser Mark Aurel bei einem Besuch seine Obstbäume. Mit seiner Ehefrau Sosia Pollia, der Tochter des zweifachen Konsuls Quintus Sosius Senecio, hatte er einen Sohn, Quintus Pompeius Sosius Priscus, der im Jahr 149 das Konsulat bekleidete. Sein Enkel Quintus Pompeius Sosius Falco war Konsul des Vierkaiserjahres 193.
Falco war seit dem Jahr 109 Mitglied des Priesterkollegiums der quindecimviri sacris faciundis.